# Pico de Sanfonts
El pico de Sanfonts es una montaña de 2882,4 metros de los Pirineos, que se encuentra ubicada entre el límite del municipio de Alins, en la comarca del Pallars Sobirà, Cataluña, España y la parroquia de la Massana, en el Principado de Andorra. La cima se caracteriza por tener un vértice geodésico. 
Al norte del pico se encuentran los lagos de Baiau y al noroeste el pico de Baiau y el Comapedrosa (el pico más alto de Andorra).